# Es lebe der Zentralfriedhof
Es lebe der Zentralfriedhof ist der Titel eines Albums des österreichischen Austropop-Musikers und Liedermachers Wolfgang Ambros.

## Produktion
Wolfgang Ambros konnte 1971 mit Da Hofa (später auf dem Album Alles andere zählt net mehr...) einen großen Erfolg in Österreich feiern, aber weitere Erfolge blieben aus. Er war zwar in der österreichischen Hitparade mit den nächsten Singles vertreten, das Publikumsinteresse war jedoch begrenzt.
Ambros und sein Freund und Texter Joesi Prokopetz haben sich 1974 von einem Plakat anlässlich des 100-Jahre-Jubiläums des Wiener Zentralfriedhofs zu einem seiner größten Erfolge inspirieren lassen.
Im Jahr 1975 brachte Ambros das Album Es lebe der Zentralfriedhof auf den Markt, das ihn endgültig zu einem der Stars der Austropop-Szene machen sollte. Das Album konnte wider Erwarten Platz 1 erreichen. Zwickt’s mi war die erste Singleauskopplung aus diesem Album und wurde sein zweiter Nummer-eins-Hit in Österreich.

## Titelliste
1. Es lebe der Zentralfriedhof – 5:10 (Prokopetz, Ambros)
2. Wem heut’ net schlecht is – 3:10 (Ambros)
3. Espresso – 4:47 (Khittl, Ambros)
4. G’söchta – 3:10 (Prokopetz, Ambros)
5. Heite drah i mi ham – 3:58 (Danzer)
6. Zwickt’s mi – 3:43 (Hausner, Vane, Ambros)
7. Familie Pingitzer – 2:49 (Prokopetz, Ambros)
8. De Kinettn wo i schlof – 3:53 (Prokopetz, Ambros)
9. A Gulasch und a Seitl Bier – 4:00 (Danzer)
10. I glaub i geh jetzt – 3:54 (Ambros)

### Version von Zwickt’s mi
Von Zwickt’s mi existieren zwei Versionen: Die „Original-Version“, die zum Beispiel auf der Kompilation De (40 aller) best’n Liada enthalten ist und deren Text stärker im österreichischen Dialekt geschrieben ist, und die hier erhaltene „Version für Deutschland“.
Refrain in der österreichischen Original-Version:
Zwickts mi i man i tram

Des derf net woar sein, wo san ma daham?

Zwickts mi ganz wurscht wohin

I kanns net glaub’n, ob i ang’soff’n bin

Oba i glaub do hilft ka zwikk’n

Könnt ma net vielleicht irgendwer ane pikk’n?

Danke jetzt is ma kloar: Es is woahr, es is woahr
Im Vergleich dazu die Version für Deutschland:
Zwickt’s mi, I glaab I tram

Des derf net woar sein, wo san ma daham?

Zwickt’s mi, egal wohin

I kann’s net glaub’n, des gibt doch kaan Sinn

Aber zwickn hilft mir nix, I steh daneb’n

Könnt ma net vielleicht irgendwer a Watsch’n gebn?

Danke, jetzt is ma kloar: Es ist woahr, es ist woahr

## Charts und Chartplatzierungen
| ChartsChartplatzierungen | Höchstplatzierung | Wochen |
| ------------------------ | ----------------- | ------ |
| Österreich (Ö3)          | 1 (24 Wo.)        | 24     |